# Daisy Wende
Daisy Urquiola de Wende, más conocida como Daisy Wende (Quime, departamento de La Paz, 30 de agosto de 1929- La Paz, 10 de junio de 2025), fue una diseñadora de moda boliviana, considerada como una de las pioneras de la moda cultural en Bolivia.

## Primeros años
Nacida en Quime, Daisy Urquiola Sarmiento compartió la infancia con sus cuatro hermanas, ayudando a su madre y a una costurera que trabajaba en su casa a confeccionar ropa. Estudió en el Instituto Americano y confeccionó ella misma su vestido de graduación en 1947.
Posteriormente, sus padres la enviaron a estudiar en Administración de empresas en Estados Unidos, en la Western Michigan University,de donde se graduó en 1952. Al concluir sus estudios, regresó a Bolivia con la idea de incursionar en la moda, utilizando telas e inspiraciones nacionales.   

## Trayectoria artística
Su primer desfile se llevó a cabo en 1958 en la ciudad de La Paz.

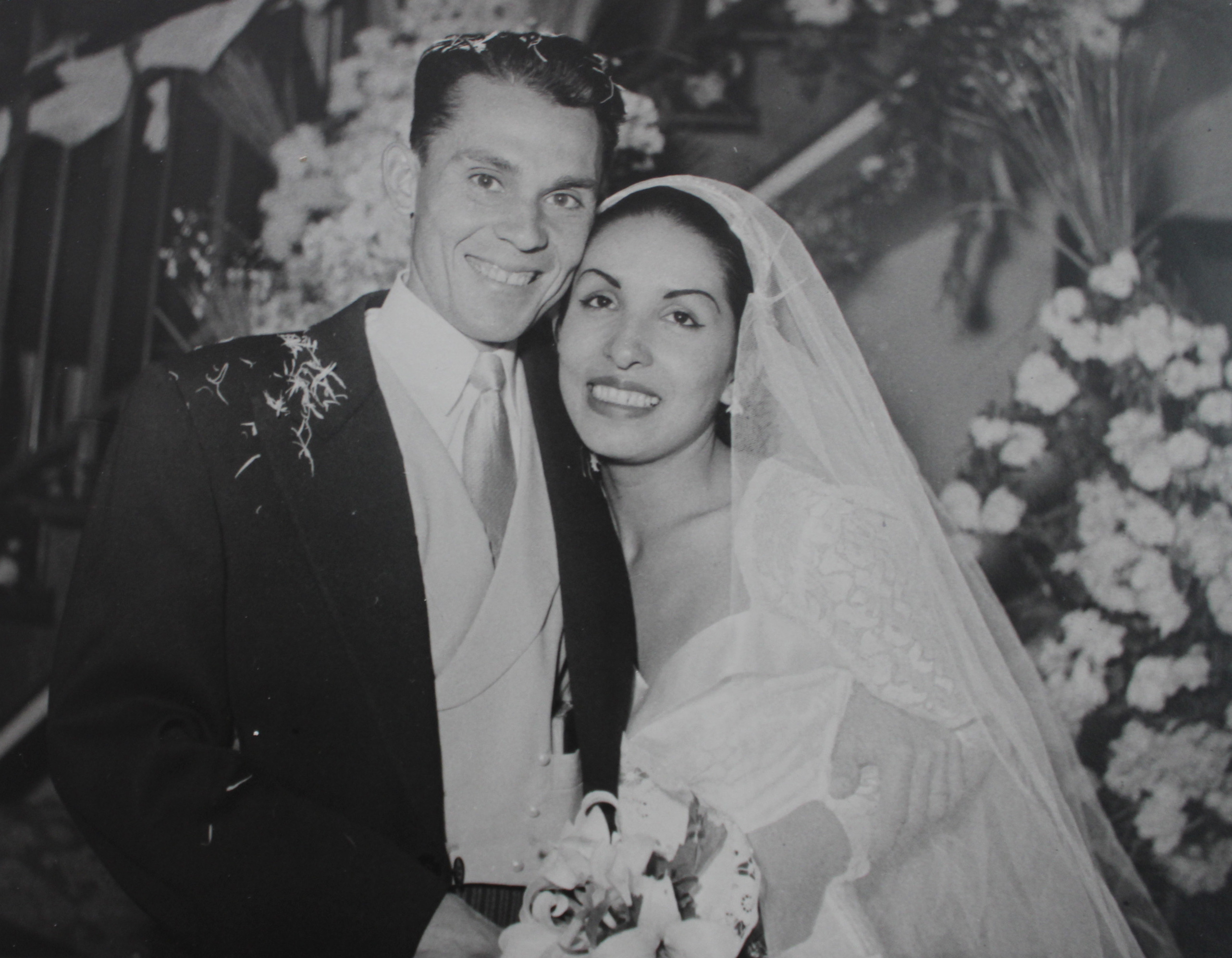
Daisy y Ernesto Wende el día de su boda

En 1964 fundó Artesanías Titicaca. Su obra se inspiró mucho en los tejidos tradicionales bolivianos y la vestimenta típica, llegando a exportar sus creaciones. Se la considera la creadora del poncho femenino triangular, el cual adaptó de la vestimenta masculina propia de los Andes bolivianos.Fue pionera en el uso de lanas de alpaca, llama y vicuña.Una de sus creaciones fue lucida por Lidia Gueiler cuando tomó posesión como la primera presidenta en la historia de Bolivia.Ha sido parte de pasarelas en varias ciudades de Latinoamérica, Estados Unidos y Europa.  
El año 2019 la Universidad Católica Boliviana San Pablo editó un libro en honor al trabajo de la diseñadora, titulado El universo de Daisy Wende.
Daisy también fue parte de la Federación de Mujeres Empresarias y Profesionales, llegando a asistir a un congreso en Washington, en donde tuvo la oportunidad de regalar una prenda de su marca a Nancy Reagan.

## Estilo de diseño
Daisy Wende fue pionera en el uso de fibras naturales, tejidos, bordados tradicionales y mano de obra de Bolivia. Por ejemplo, se inspiró en la ropa tradicional de la chola boliviana, adaptando el macramé de sus mantas, la confección de sus polleras y sus sombreros a sus propios diseños.De hecho, en 2005 nombró a una de sus colecciones "Cholita nueva" en honor a las cholas bolivianas, cuyas prendas reinterpretó. Asimismo, bebió del folklore boliviano, inspirándose en la ropa que visten los danzantes de morenada, diablada, tinku y waca waca. Sin embargo, las elecciones estéticas de Wende fueron cuestionadas en su época. Ella misma recuerda que, por ejemplo, no la dejaron entrar a una fiesta en 1960 por llevar una prenda hecha con bayeta, una tela que en ese entonces se consideraba "de indios". Con el tiempo, sin embargo, su estilo fue ganando seguidores. Según ella, en 1969 fue abordada por Virginia Dalmau, presidenta de la casa de diseño de Oscar de la Renta, quien le dijo que le mostraría sus prendas a este diseñador para que él también se inspirara en sus propias raíces.

Wende toma elementos de la cultura de Bolivia y los resignifica de manera abstracta en sus prendas, pero sin perder su esencia. De la misma manera, honra el trabajo artesanal, pues se caracteriza por coser a mano sus prendas. 

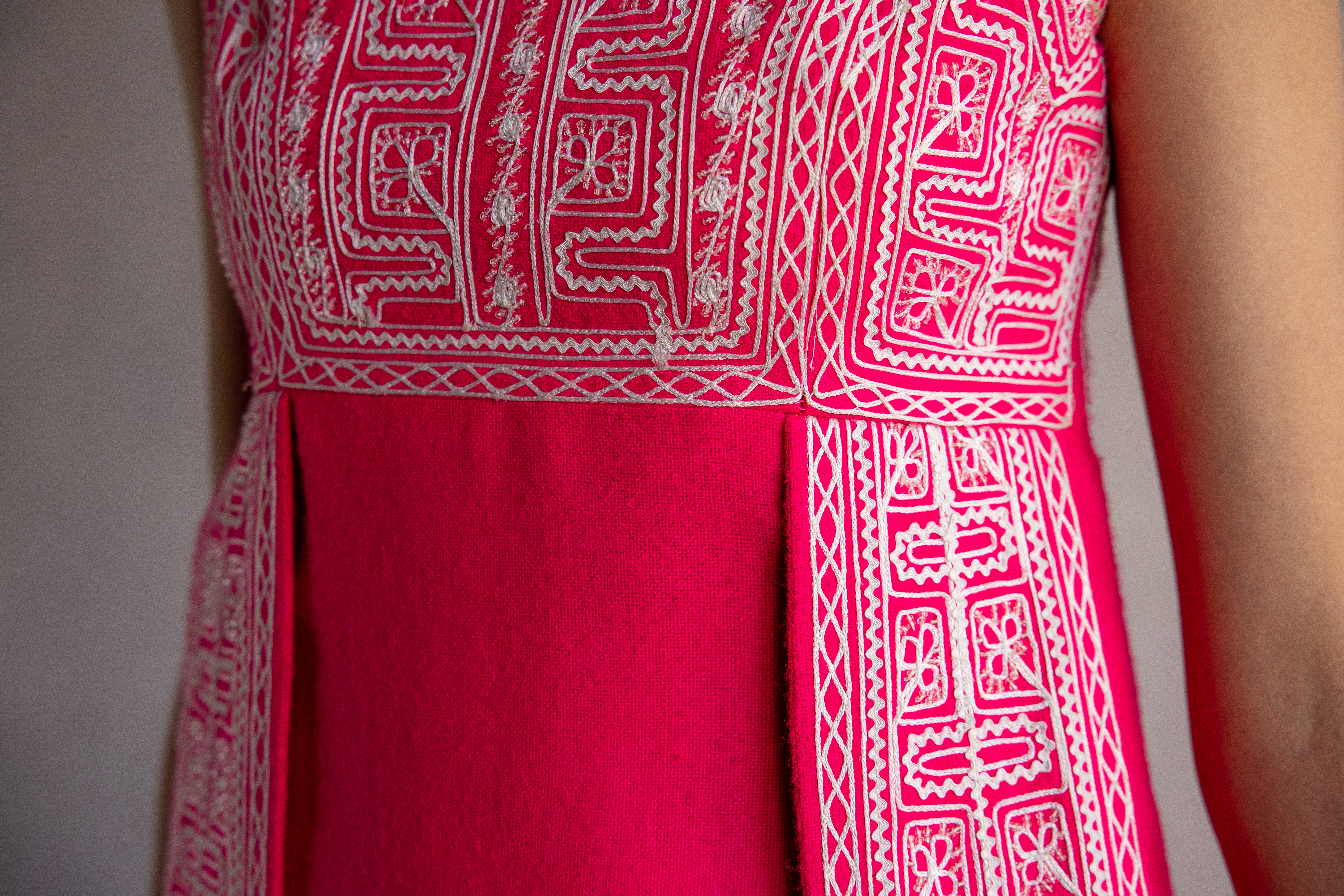
Detalle de vestido inspirado en la ropa de las lecheras bolivianas.
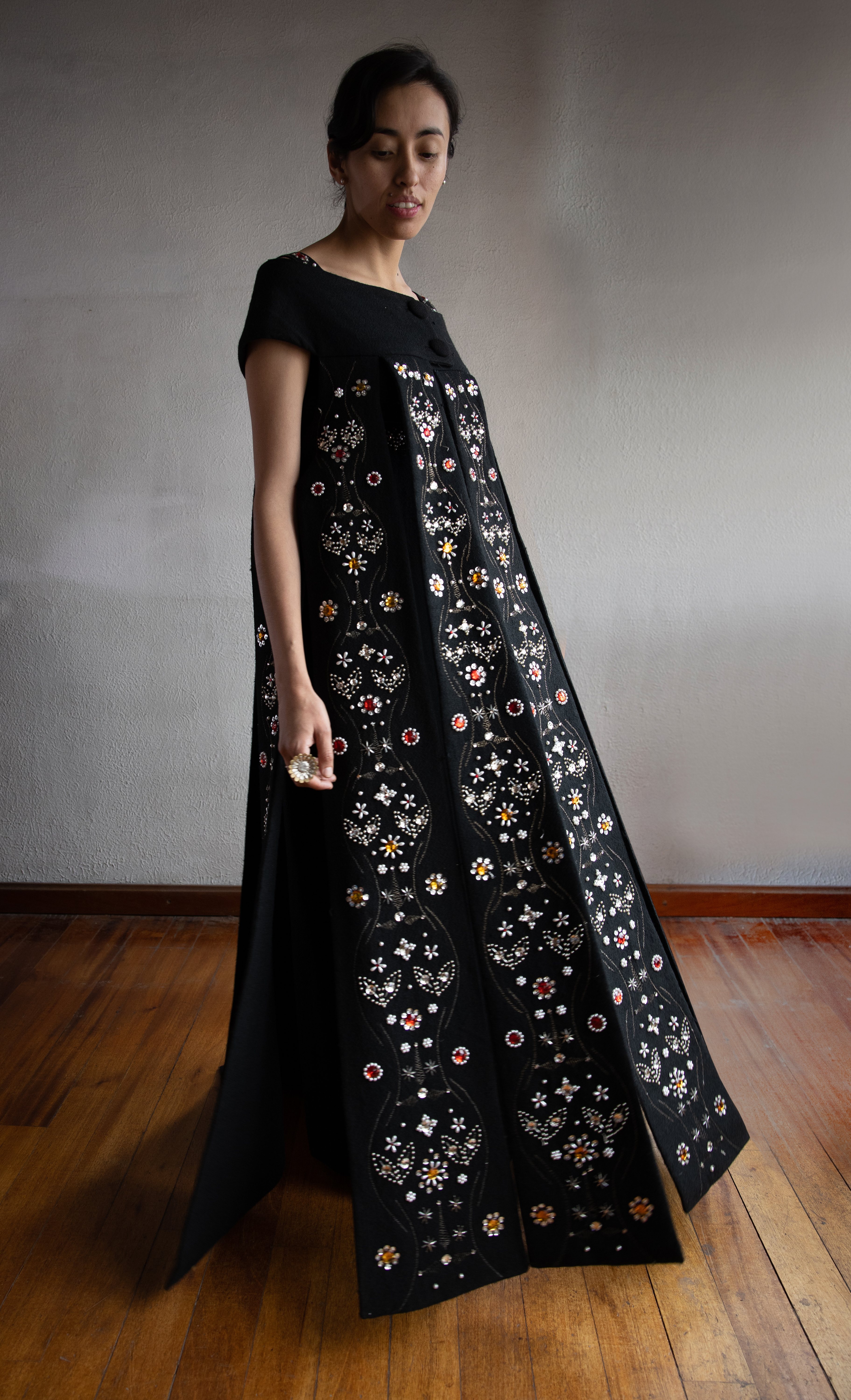
Vestido con capa inspirado en la danza de la Diablada.
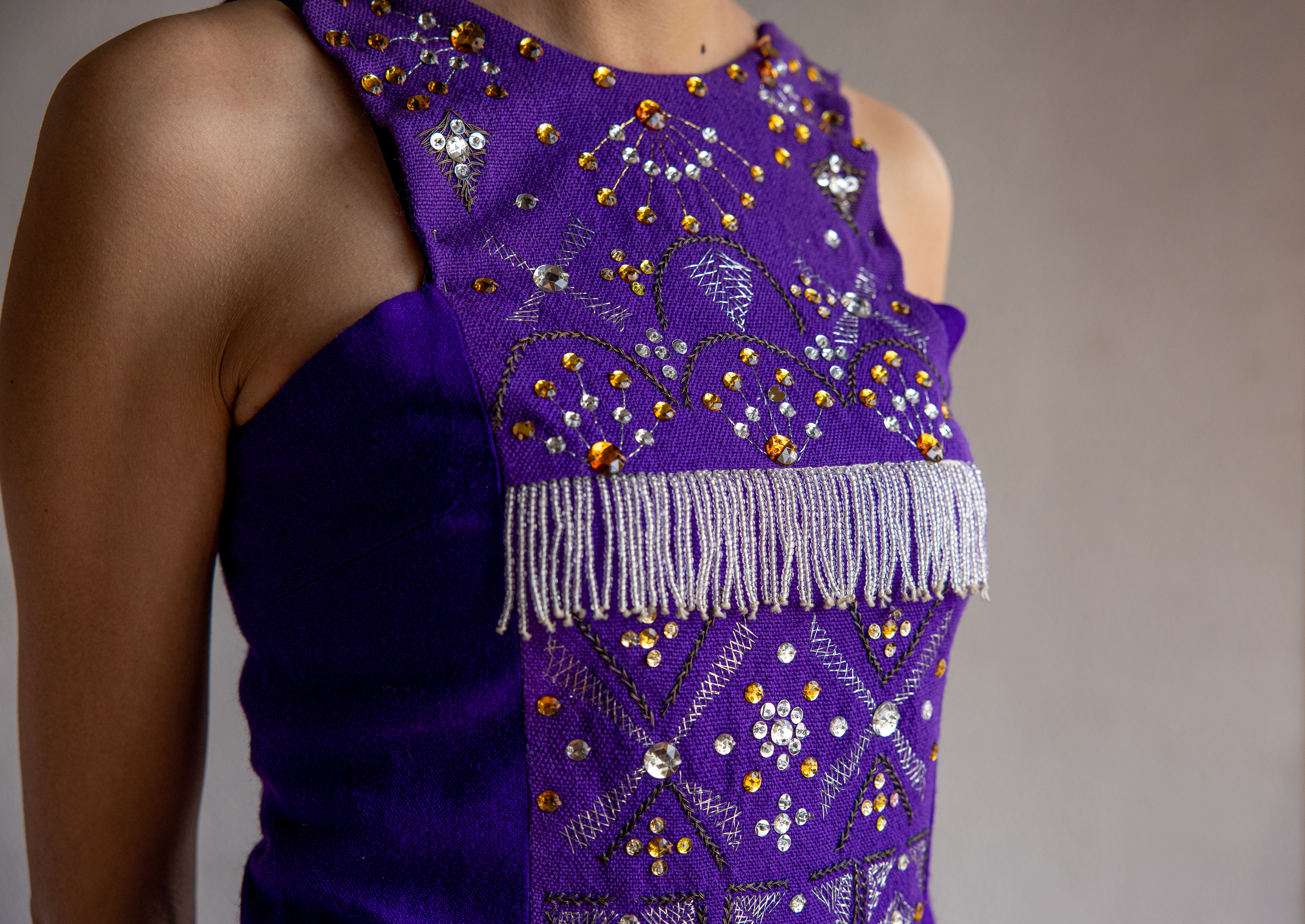
Detalle de vestido con cuentas, al estilo de la ropa de la Morenada.
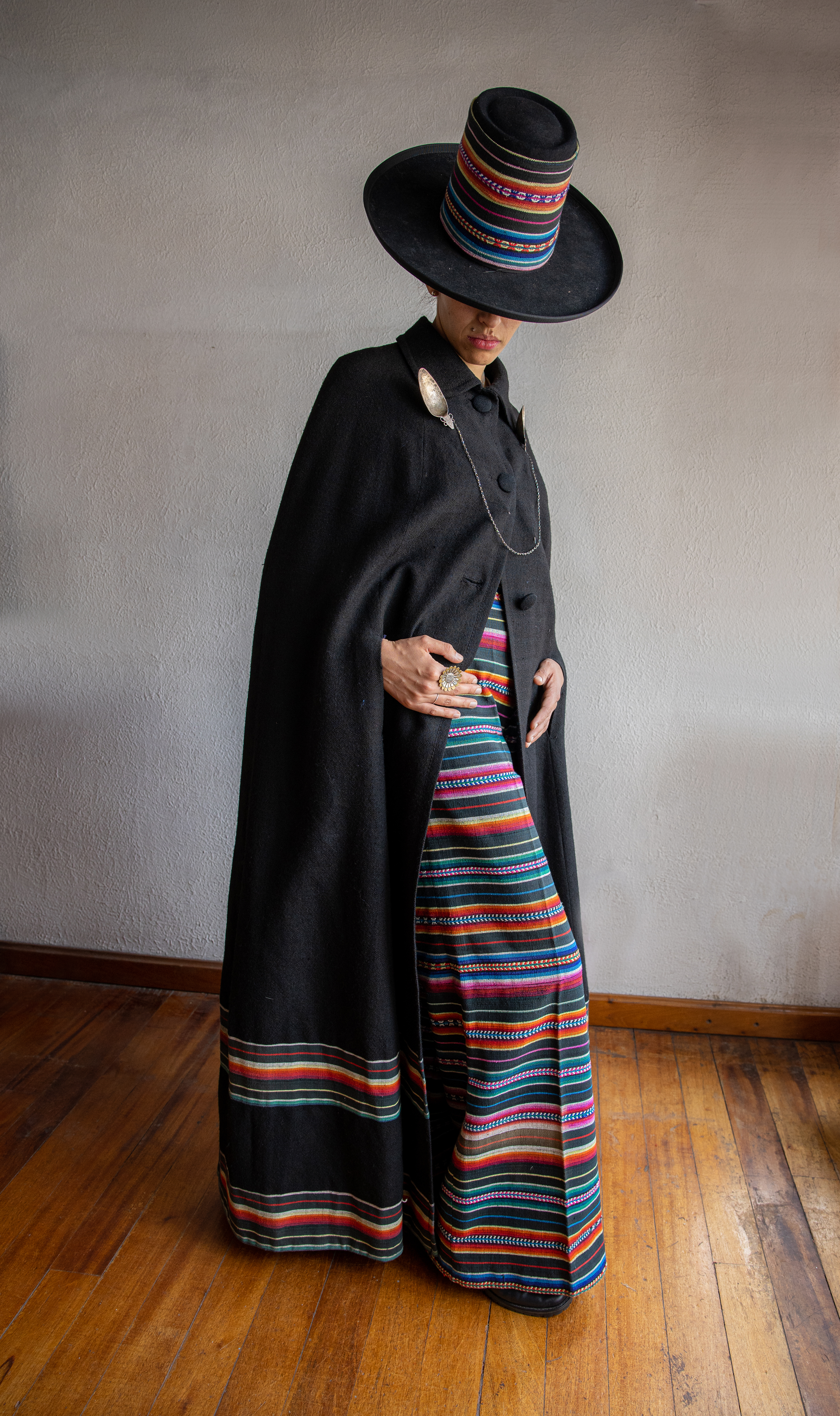
Conjunto elaborado con tela de aguayo

## Reconocimientos y galardones

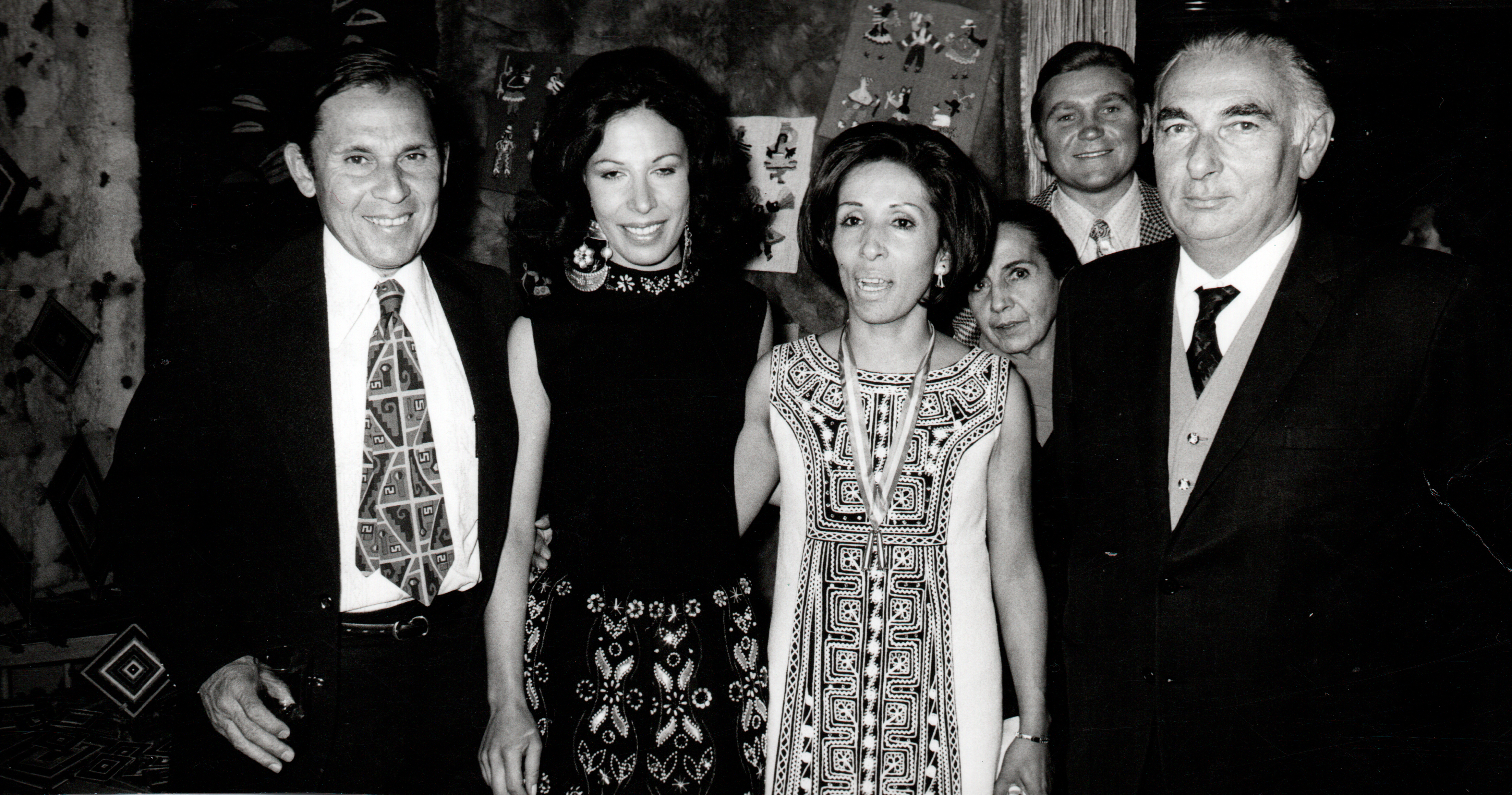
Daisy Wende posa con otras personas el día que la galardonaron con la Kantuta de oro

- Primer premio en el Concurso Internacional de Diseño de Moda (1969)
- Kantuta de oro (1973)
- Condecoración Orden del Cóndor de los Andes, Estado Plurinacional de Bolivia. (2005)

## Vida privada
Estuvo casada con Ernesto Wende hasta el fallecimiento de este en 2013.Su nieto es el reconocido ciclista boliviano Yannick Wende. 

## Galería
- Fotografías del archivo Wende en Wikimedia Commons